# Ofa/Padang Mahondang
Ofa/Padang Mahondang is een bestuurslaag in het regentschap Asahan van de provincie Noord-Sumatra, Indonesië. Ofa/Padang Mahondang telt 1255 inwoners (volkstelling 2010).